# Земцов, Сергей Иванович
Сергей Иванович Земцов (1872—1928) -  участник Первой мировой и Гражданской войны в рядах Белой армии. С 1920—1928  в РККА.

## Биография
- 05.10.1872 - Уроженец Кубанской обл.
- 1889 - Окончил Владимирский Киевский кадетский корпус.
- 30.08.1890 - Вступил в службу в 1-й Лабинский Генерала Засса полк, Кубанского казачьего войска ККВ
- 1892 - Окончил Николаевское кавалерийское училище  выпущен Хорунжим (ст. 05.08.1891) в тот же 1-й Лабинский полк КубКВ;
- 05.08.1895 - Сотник;
- 1899 - Окончил Николаевскую академию Генерального штаба ( по 2-му разряду).
- 06.05.1900 Подъесаул.
- 1902-04 - Командир сотни (2 г. 3 м. 8 д.).
- 1904-05 - Участник Русско-японской войны;
- 1905 - Есаул (ст. 05.08.1903; за боевые отличия в Персидских делах).
- 22.11.1904-09.07.1905 - Старший адъютант Сводной кавказской казачьей дивизии;
- 09.07.1905-23.08.1906 - Врио начальника штаба 9-й кавалерийской дивизии;
- 26.02.1909 - Войсковой старшина;
- 06.12.1912 - Полковник;
- 02.01.1913-11.02.1914 - Командир 2-го Запорожского полка ККВ;
- 11.02.1914 - Командир 1-го Сунженско-Владикваказского полка ТКВ;
- Участник Великой войны.
- На лето 1916 в том же чине и должности.
- Врио начальника Кавказской кав. дивизии.
- Командир бригады 4-й Кавказской казачьей дивизии.
- 1918 - Участник Белого движения. В Добровольческой армии. Участник 1-го Кубанского похода;
- В Вооруженных силах Юга России в распоряжении Кубанского атамана;
- 22.01.1919 - Командир бригады 2-й Терской казачьей дивизии;
- 02.02.-16.02.1919 - Начальник той же дивизии, затем командир бригады 4-й Кубанской казачьей дивизии;
- 05.10.1919 - Врио начальника той же дивизии, затем начальник той же дивизии;
- 01.03.1920 - Попал в плен  под Сочи;
- В РККА. В прикомандировании к 7-му запасному полку (по 23.07.1920);
- В резерве Моск. ВО (по 13.08.1920);
- Преподаватель временных повторных курсов (по 17.09.1920);
- Прикомандировании к Штабу Приуральского округа  (по 24.10.1920);
- 01.02-01.08.1921 - Помощник начальника штаба Приуральского округа;
- Помощник начальника Единой повторной школы (по 16.12.1921).
- 16.12.1921 - Начальник учебной части Высшей Школы им. Каменева;
- До 1928 работал в 5-м управлении Штаба РККА.
- 1928 - Умер в Москве.

## Награды
- Орден Св. Анны 3-й ст. (1905);
- Орден Св. Анны 4-й ст. (1905);
- Орден Св. Станислава 2-й ст. (1912).